# Witchblade
Witchblade es una serie cómic estadounidense publicada por Top Cow Productions, un sello editorial de Image Comics, desde 1995 hasta la actualidad. A fines de los años noventa los primeros números de la serie fueron publicados en Argentina traducidos al castellano por Editorial Ivrea, pero la edición fue discontinuada debido a una baja repercusión.
La serie fue creada por los editores de Top Cow, Marc Silvestri y David Wohl, Brian Haberlin escritores y Christina Z, y el artista Michael Turner.
La serie comenzó protagonizada por Sara Pezzini, una joven y dura detective de homicidios de la policía neoyorkina (NYPD), que entra en posesión de la Witchblade, un artefacto mágico y sobrenatural, sensible y con gran poder de protección y destrucción. El arma ha pasado por las manos de diversas mujeres a través de la historia, la más reciente es Danielle Baptiste. Otras que han entrado en contacto con el Witchblade fueron Cleopatra, Juana de Arco y la pirata Anne Bonny. 
Sara lucha para afinar los impresionantes poderes del Witchblade y defenderse de aquellos que tienen un infame interés en él, para usarlo para el mal, sobre todo del empresario Kenneth Irons. Ella también lucha por mantener y cuidar su vida personal.
El título fue escrito en gran parte por Christina Z y editado por David Wohl. Ha habido conversaciones de una reunión, aunque no está claro si se va a producir.
Se han producido muchos derivados del título, que tuvieron lugar en otros tiempos. El personaje de Sara Pezzini fue también presentado en crossovers con otros personajes de franquicias, incluyendo Lara Croft, Spawn, Liga de la Justicia, Wolverine de los X-Men, y el elenco de la Batalla de los Planetas.
Witchblade fue adaptada a una serie de televisión en el período 2001-2002, con éxito moderado, protagonizada por Yancy Butler como Sara Pezzini. La serie también se adaptó para versiones de manga y anime en 2004. Estas versiones suceden en un Japón futurista y presentan poca semejanza con Pezzini en el papel. Ha habido dos bandas sonoras para la serie (que tiene una tirada limitada).
Un largometraje, titulado Witchblade, estaba previsto a lanzarse en 2009, pero el proyecto no se ha concretado.

## Sobre Witchblade
Es un arma de origen sobrenatural, antigua, inteligente y con conciencia. Es de uno de los trece artefactos de similar naturaleza que existen dentro del universo Top Cow. Formado por elementos opuestos, the Darkness y the Angelus (la oscuridad y la luz). Witchblade es una entidad masculina creado de esta manera para equilibrar lo femenino de la mujer que lo tiene como anfitrión. Fue descubierto en la era moderna, en Grecia por Kenneth Irons, antes de esto tuvo muchos anfitriones. Cuando no está en uso, se ve como guante para la mano derecha, muy ornamentado, con una piedra preciosa, una joya, incrustada, e incluso, si quiere pasar desapercibida, puede imitar una pulsera o un reloj. Cuando lo usa una persona que no es digna, pierde su brazo.
El Witchblade forma una relación simbiótica con su anfitrión, quien puede oír los pensamientos de artefacto. Cuando se usa, se expande alrededor del cuerpo del portador cubriendo el cuerpo como una armadura. El porcentaje de protección está determinado según el nivel del enemigo. Por ejemplo, genera menos armadura cuando se enfrenta a un mortal que a un demonio. Esta armadura puede producir extensiones en forma de espadas u otras armas punzocortantes, garfios, cadenas, escudos e incluso alas, permitiendo así al portador volar. Puede volverse temperamental si se le obliga a actuar contra su voluntad. Cuando es portada puede disparar rayos de energía de la mano o de una espada, dardos de fuego, y látigos para atacar o escalar. También es excelente para abrir cerraduras y combinaciones (como encender el auto, en el crossover Family Ties), curar heridas (incluso mortales) y reanimar a los muertos, mostrar empáticamente al portador escenas de gran trauma, así como permitirle revivir experiencias de portadores anteriores en forma de sueños.
Durante un tiempo se dividió en dos, como resultado del crossover "First Born". Una parte pertenece a Danielle Baptiste mientras que la otra fue reclamada por Sara. La Parte de Danielle era la parte luminosa influenciada por el Angelus y la de Sara la parte oscura influenciada por the Darknes. Poco a poco la oscuridad en los meses siguientes con la ayuda de un misterioso personaje llamado Tau'ma fue tomando el control de Sara volviéndola poco a poco más violenta y agresiva con quien estuviera cerca; Mientras tanto Celestine la anfitriona del Angelus murió a manos de Jackie Estacado que la decapitó con la Espada de Sangre en el crossover "Broken Trinity" que presentó dos artefactos más del universo Top Cow.
Estos eventos desencadenaron la "Guerra de Witchblade" entre Danielle y Sara por el control del Witchblade. Sara gracias a su mayor experiencia con el Witchblade ganó y reabsorbió el Witchblade de luz. Danielle herida de muerte se salvó gracias al Angelus, que ahora sin anfitriona al morir Celestine, curo sus heridas con lo cual la convirtió en su nueva anfitriona, eliminando también la oscuridad en Sara ocasionada por el Witchblade oscuro y del Misterio Tau'ma. Después de esto Danielle se mudó a Nueva Orleans a comenzar una nueva vida como anfitriona del Angelus con su amiga Finch. Sara retomó su vida como portador del Witchblade reunificado. Tras Los acontecimientos de Artefactos, donde el Superviviente reunió los 13 artefactos Proboco un Nuevo Reinicio de la Realidad, abortado a Medio Camino por Jackie Estacado, Haciéndose Misteriosamente el Amo de esta Nueva Realidad; En el Nuevo Universo Sara dejó la Policía de New York y Comenzó una Nueva Vida como Investigadora Privada en Chicago, Sin Recuerdo de su Hija Hope, Ahora la Hija de Ocho años de Jackie Estacado y Jenny Romano

## El Universo de Top Cow's
El universo de The Top Cow está poblado de demonios, puertas dimensionales, umpalumpas y magia. Tanto la mafia como Yakuza son fuerzas prominentes. El anterior territorio de Sara, el 18vo, o el "uno ocho" es la parte más dura de Nueva York, donde ocurren muchos asesinatos. (Hay una referencia que indica, que no se reportaron homicidios en dos días seguidos, lo que se tomó como un signo del Apocalipsis. Los fanáticos religiosos de Dios y Satán son prolíficos, con agentes en ambos lados mostrando que sus subordinados están listos para hacer frente en cualquier batalla. Tras los acontecimientos de Artefactos el universo Top Cow ha sufrido un reinicio de misteriosas consecuencias, donde el nuevo universo es parecido al anterior pero con sutiles diferencias.

## Personajes
- Ian Nottingham: anteriormente capitán del Servicio Especial Aéreo del Regimiento Británico, Ian subsecuentemente se integró a MI5. Tuvo modificaciones de comportamiento con el propósito de infiltrar Yakuza. Olvidó su pasado y se volvió el guardaespaldas personal de Kenneth Irons. Poseedor de una habilidad fenomenal con todas las armas conocidas que llega a lo sobrenatural, como el hecho de que puede detener balas utilizando únicamente las manos. En el ejemplar #1, asesinó al compañero de Sara, Michael Yi. Actualmente esta en Liberta y Posee la Espada de Sangre uno de los 13 Artefactos.

- Kenneth Irons: un rico empresario que descubrió Witchblade en Grecia. De edad indefinida, debe rondar entre los ochenta y los cien años o más (Witchblade 117 Reveló que era un Caballero Templario del Siglo XII que Bebió del Santo Grial y se Hizo Casi Inmortal junto a su Hijo Gerard), pero debido a su exposición a Witchblade en un intento por poseerla, Irons no envejece normalmente, aparentando no ser mayor de treinta y cinco años. Viaja por el mundo con su confiable guardaespaldas Ian Nottingham, hasto que la fascinación de ambos por Sara Pezzini los llevó a una disputa. En un intento fallido de tener control de Witchblade, Kenneth Irons perdió su mano y sacrificó a su esposa. En la edición #75, Kenneth Irons fue uno de los dos personajes abandonados en la piscina de la muerte. Como resultado, el jefe de policía Joe Siry mató a Irons por todos los problemas que había ocasionado a Sara.

- Joe Siry: capitán de Sara en el regimiento 18. Compañero del difunto padre de Sara, el Detective Vincent Pezzini, que tiene una tendencia a cuidar de ella como su propia hija. Casado con Dalia. Se ha revelado que Siry tenía una agenda secreta con Irons, quien lo obligó a matar a Vincent Pezzini para proteger a Sara.

- Jake McCarthy: el compañero y mejor amigo de Sara. Locamente enamorado de ella, pero no correspondido. Cayó en coma después de haber defendido a una Sara debilitada. Cuando despertó en el ejemplar #100, había sido poseído por un ser perverso, que intentaba destruir el mundo. Sara exorcizó al ser demoníaco de su cuerpo, pero Jake se suicidó para asegurarse de que algo así no volviera a ocurrir.

- Lisa: hija de Maria Buzannis, una amiga fallecida de Sara. Sara prometió a Maria que cuidaría bien de su hija. Es modelo.
- Hope Pezzini: hija Sara Pezzini y Jack Estacado, Concebida una noche en que La Oscuridad poseyó a Jacke Estacado y en que Sara se encontraba en el Hospital en Coma, utilizando a jackie para la Biología Necesaria; aunque ninguno de los 2 no supo esto hasta Nueve meses después en First Born; Técnicamente media hermana del Witchblade. Tras el Reboot del Universo Top Cow, Sara olvido que es la Madre de Hope y esta Ahora Tiene 8 Años, Creyendo ser la Hija de Jenny Romano y Jackie Estacado; si Sara Recuperara a su Hija es algo que el tiempo Dirá
- Patrick Gleason: Compañero y Novio de Sara Pezzini. Tras el Reinicio del Universo Top Cow, Sara Rompió con el y se Mudo a Chicago porque su Vida con el Witchblade era lo Primero (Witchblade 150); actualmente es el Compañero de la Detective Daniela Baptiste. Aparece aun como Compañero de Sara Pezzini en el Crossover actualmente en Curso Witchblade/ Red Sonja 1-5 y en la Futura Miniserie Witchblade/Demon 1-4 contando Historias Preartefactos.

- Julie Pezzini: hermana de Sara. Trabaja como modelo en la agencia de Dannette Boucher. Estuvo relacionada románticamente con Jake, pero rompieron cuando Jake descubrió que ella traficaba con drogas. Bajo los efectos de un demonio, Jake regresó y le disparó. Ella sobrevivió y sigue en recuperación. En Witchblade 130 sale de Prisión y se va a vivir con Sara haciendo de Niñera de Hope la Hija de Sara. Algunos Meses después pidió Permiso a su Hermana Sara para llevar a Hope a la Feria; Siendo allí asesinada por el Ciborg Aprodite IV al tomarla por Sorpresa de un Disparo en la Cabeza para secuestra a Hope como un Plan para reunir Juntos al Witchblade y a la Oscuridad (Artefactos 1).

- The Darkness (Jackie Estacado): es la contraparte de Witchblade. Jackie Estacado es poseedor de un poder opuesto y aparentemente igual de poderoso que Witchblade. Es un asesino a sueldo de la mafia italiana y sobrino de uno de los grandes jefes de ésta en Nueva York. Hay una relación amor-odio entre ellos, en el primer encuentro que tuvieron, en Witchblade#8, ésta lo atacó con unos demonios, mientras que en el crossover "Family Ties" se ven obligados a colaborar para vencer a un ser que los había sometido, inclusive, en un cuadro se ve cómo Sara está a punto de matar a Jackie. A diferencia de Witchablade, que es un poder sobre todo destructor, The Darkness es un poder creador, que genera criaturas demoníacas al servicio total de Jackie, tienen consciencia y su propia manera de ser, algunos tienen nombre y hasta se pueden considerar sus amigos. Mientras el Superviviente llevaba a cabo el Reinicio de la Realidad, Jackie se las Arregló para matarlo y de alguna Manera Recrear el Universo a su Imagen y Semejanza; Un Mundo donde es el Maestro de la Oscuridad y esta Casado con Jenny Romano y es el Padre de Hope Estacado de 8 años de Edad; Solo Tom Judge, Portador de la Rapture, Recuerda el Antiguo Universo y es Único que de Momento pone en Peligro su Mundo Perfecto

- Magdalena (Patience): guerrera de la Iglesia católica y Portadora de la Lanza del Destino; Ayudó a Sara en la Búsqueda de su Hija en la Saga de Artefactos; actualmente tiene Colección Propia

- The Angelus (Celestine): Antigua Poseedora Celestine.Antigua adversaria de Sara con un Trastorno Bipolar que Murió a Manos de jackie Estacado al morir decapitada, Entonces el Angelus escogió a Daniela Baptista como Poseedor al Peder esta el Witchblade. Tras el Reinicio del Universo; Misteriosamente Daniela Baptista ha sido Separada del Angelus, y no Recuerda su Tiempo como Angelus y es una Detective de Homicidos de la Policía de New York como sus Padres, Mientras Tanto, Misteriosamente Numerosos Guerreros Angelus dicen ser el Angelus (Artefactos 13 en adelante)

- Tora No Shi: asesino Yakuza que apareció en Witchblade #15. Trabaja para los Yakuza in the Family Ties storyline and gets beaten by Jackie. Reappears in issue 54. Fights Ian Nottingham, then attempts to assassinate Kenneth Irons at Caulty Towers. Ian shows up and destroys Tora. After that Irons takes Tora as his new bodyguard/tool and begins a series of chemical rituals on him (Story can be shown in the Blood Relations TPB). In the Deathpool storyline Tora is one of the characters voted to be killed by the fans. He is promptly killed by Ian in issue 75.

## Portadores
En orden cronológico inverso (ficticio, no por fechas de publicación):
- Persephani (ficticia, portadora en un futuro lejano)
- Masane Amaha (ficticia, del anime del mismo nombre, futuro cercano)
- Yuri Miyazono (ficticia)
- Takeru Ibaraki (ficticia, del manga de Witchblade)
- Akane Nakiko (ficticia, de Witchblade/Dark Mind: Return of Paradox, futuro próximo)
- Debbie Santalesa (ficticia, de Dark Minds/Witchblade, futuro próximo)
- Selina Alice Lauren (ficticia, futuro próximo)
- Ivy Pezzini (ficticia, en un posible futuro, la hija de Sara)
- Danielle Baptiste (ficticia, portadora después Sara)
- Sister Midnight (ficticia, del crossover Aliens/Predator/Witchblade/Darkness: MindHunter)
- Wonder Woman (JLA/Witchblade)
- Ian Nottingham (ficticia, segundo portador hombre. El único que ha podido combinar Witchblade con Darkness o el Angelus )
- Kimberly Tossovova (realidad alternativa, ficticia)
- Sara Pezzini (ficticia)
- Colin X (ficticio, primer portador hombre)
- Tasya Federova (ficticia)
- Josephine Valmont (ficticia)
- Elizabeth Brontë (ficticia)
- Marie Curie
- Florence Nightingale
- Enola
- Anne Bonny
- Roxanne Laroque (ficticia)
- Yuka-chan (ficticia)
- Shiori-sama
- Queen Isabella
- Queen Kijani
- Juana de Arco
- Maitea
- Annabella Altavista
- Katarinna (Medieval Witchblade, crossover medieval Spawn)
- Itagaki
- Leung Lin Yao
- Zara, Reina de Huesos (ficticia, de Dark Crossings)
- Séptima Zenobia
- Cathain
- Samantha McRenald (ficticia)
- Boudica
- Cleopatra
- Princesa Raquel (ficticia)
- Artemisia
- Lysandra
- Myrine
- Una, la primera portadora (ficticia)

### Aspirantes
En orden cronológico inverso :
- Rihoko Amaha (ficticia)
- Fiona (ficticia)
- John Sansmain (ficticia)
- Dannette Boucher (ficticia)
- Kenneth Irons (ficticia)
- Abigail Williams
- Elizabeth Paris
- Marie d'Estrada (ficticia)
- Mirabella Avila (ficticia)

## Adaptaciones

### Serie de Televisión
Protagonizada por Yancy Butler, se basa libremente en el cómic. Sara Pezzini, una policía que persigue a un gánster hasta un museo, donde da comienzo un tiroteo. Cuando se ve acorralada, un antiguo guante mágico que hay expuesto allí cobra conciencia propia y le salva la vida. Se trata de una misteriosa arma inteligente de increíble poder que forma una simbiosis con quien la lleva: sólo mujeres de gran inteligencia y preparadas físicamente pueden portar esta mezcla de guante y espada que ha proporcionado en el pasado y proporcionará en el futuro a la humanidad algunas de las grandes heroínas. Sin embargo, el guante exige una dependencia brutal de su dueña, y Sara está a punto de descubrir que si no descubre sus secretos a tiempo puede convertirse en una víctima más de su mágica voracidad.
Acompañan a Sara, Danny Woo (Will Yun Lee), su difunto compañero en la policía y que ahora es un fantasma. Jake McCartey (David Chokachi), un antiguo campeón de surf que ahora es un policía novato asignado al departamento de Sara. Aunque su estilo es poco convencional para un policía de Nueva York, sus habilidades para la investigación son sólidas. Su admiración por Sara se extiende más allá de su relación profesional. En su contra se sitúa Kenneth Irons (Anthony Cistaro), un excéntrico millonario que todavía lleva consigo las cicatrices infligidas por la espada al intentar usarla y sigue intentando poseerla por su poder. La relación más ambigua la mantiene con Ian Nottingham (Eric Etebari), sicario de Irons, un experto en artes marciales, un arma letal. Es una presencia misteriosa y mortal bajo la tutela de Irons. Como mano derecha del enigmático millonario, una de sus misiones es seguir a Sara. Siempre cerca cuando Witchblade entra en acción, su relación con Sara y la espada sigue siendo un misterio, tanto como su relación con Irons.

### Película
Se había confirmado una película de superhéroes norteamericana para 2009, basada en la serie, dirigida por Michael Rymer, ("La Reina de los Condenados") y varios episodios de Battlestar Galactica, y escrita por Everett De Roche.[6] [7]
Marc Silvestri y Matt Hawkins de Top Cow serían productores ejecutivos con Platinum Studios' y Greenberg Group', de Randy Greenberg. La filmación se había programado para iniciar en septiembre de 2008, con China y Australia como posibles locaciones. Sin embargo hasta la actualidad el proyecto no se ha concretado.
El sitio de internet de la película y el teaser trailer están disponibles desde mayo de 2008.

### Serie de Anime
Existe una serie anime que da a la historia una versión distinta de la del original americano; la serie consta de 24 episodios y fue realizada por el estudio Gonzo. En España se emitió por el canal Buzz. La serie relata la historia de una portadora japonesa posterior a Sarah, quien debe combatir armas biomecánicas fuera de control y portadoras de clones de la Witchblade, a la vez que protege a su hija de seis años.

### Manga
A la vez que la emisión del anime, en Japón se publicó un manga obra de Yasuko Kobayashi y Kazasa Sumita; fue terminado con 2 tomos en total que posteriormente se publicaron en España por la editorial Panini.